# ふぁいとの暁
『ふぁいとの暁』（ふぁいとのあかつき）は「週刊少年サンデー」（小学館）に連載された、あおやぎ孝夫の中学バスケットボールを題材にした漫画作品である。「週刊少年サンデー」（小学館）では2002年第35号 - 2004年第1号に掲載されていた。全65話。
スポーツ漫画として王道的な展開と写実的な試合描写によりファンを掴むものの、大きな支持には繋がらず人気はいまひとつであった。高校サッカー部をテーマにした作者の前作である「ジョカトーレ」と比べて主人公たちの頭身が下がり、萌えキャラを男児版にしたような可愛げのある作画となっている。
物語の場所は、作者の地元である新宿区早稲田近辺といわれている。作中の帝北学院付属中学・高校は、実在する京北中学校の可能性がある。

## あらすじ
東野暁と城戸清春は超仲良しの幼馴染。二人のいる鷹鳥二中は少子化の影響を受け廃校になり、二人はバスケの強豪校、鷹鳥一中に編入することになる。
しかし、バスケ部のグループ分けテストで、清春は「準レギュラー」のBグループ、暁は「失格」のFグループになり、二人は悲しくも離れ離れになってしまう。
暁は持ち前のスマイルとふぁいとで仲間を集めてゆき、バスケ部残留をかけ、Bと試合をすることになる。
結果は善戦の末に引き分け。FとBは統合されることになる。
里見にバスケ部を任された暁達。だが翌年、主力選手は引き抜かれて、新入生にも問題アリで！？

## 主な登場人物

### グループF
東野　暁
誕生日 12月18日　血液型 O型
主人公。2年。
SF　背番号：4→16→6
スピード、テクニックに非常に優れているドリブラーだがシュートは超下手。しかし猛練習で克服する。キヨちゃんが大好き。頭頂部にアホ毛のような上に跳ねた髪がある。徹頭徹尾どんな時でもポジティブな性格。3年時には小野寺要する帝北学院に苦戦するも城戸や穂村らと共に見事全国大会優勝を果たす。高校は親の転勤により広島の高校に進学。1年ながら実力はナンバーワンの模様。
島　裕介
誕生日 7月13日　血液型 B型
暁のチームメイト。1年。
SF　背番号：11→7
口の悪いやんちゃ坊主。でも本当は仲間想い。フリーになる動きに優れている。赤坂に対しての思いは複雑である。
赤坂　純
誕生日 4月15日　血液型 AB型
暁のチームメイト。1年。
PG　背番号：7→8
小学時代はサッカー部。寡黙なバスケ初心者だが実力は確か。パスセンスに優れ、誰も予想しない奇抜なパスを得意とする。島に対しては特別な感情を持つ。FとBの試合後には大会で1年生ながら暁や城戸と共にベンチ入りする。
三上　恵一
誕生日 10月19日　血液型 A型
暁のチームメイト。1年。
SF、C　背番号：10→9
島のフォロー役に回っていることが多い。大きい身長を活かしたプレイが得意。
海老原　大太郎
誕生日 5月13日　血液型 A型
C　背番号：5
髪型はソフトモヒカンで高い身長が特徴。化学部の2年だが暁のチームメイトとなる。一年の時セレクションに落ちFになりバスケを辞めていたが暁に惹かれFとしてBに挑戦をする。暁に対して依存している自分から脱却する為、2年時に帝北学院にスカウトされ転校。熾烈なチーム内競争を勝ち残り羽深と共にレギュラーとして君臨する。
塚山も認める「アレ」の持ち主。
塚山　静心
誕生日 11月3日　血液型 B型
暁のチームメイト。3年。
FではPFをつとめた。
アメリカ帰りでかなりの実力もあるが、膝の怪我もありバスケ部の体制に反感を抱き、部に入らないでいた。NBAでプレイすることが目標。中学卒業後は無名の高校に進学。吉田若菜に惚れている。
間島　唯
誕生日 11月5日　血液型 A型
女子バスケットボール部のキャプテン。3年。暁のことが好き。自身の卒業時に暁の第2ボタンを貰った。
吉田　若菜
誕生日 3月9日　血液型 A型
化学部の部長。3年。
常に化学部の行方を心配しているが、Fのマネージャーと化している。
松波
Fの監督。
化学部の顧問。昔は里見のチームメイトだった。全中後に里見からバスケ部の顧問を任せられるも暁の3年時に板橋区の学校に転任。

### グループB
城戸　清春　
誕生日 4月10日　血液型 AB型
2年。暁と好対照で目つきが鋭く生意気な性格だが友人思い。
PF　背番号：12→5
暁とずっといっしょにバスケをしていた幼馴染。離ればなれになった暁を気にかけている。中学卒業後は帝北学院のスカウトを断り鷹鳥高校に進学。帝北学院を破りインターハイで暁と対戦することを目標としている。
穂村　健一
誕生日 7月4日　血液型 A型
2年。鷹鳥一中No.1シューター。3ポイントシュートが得意。
SG　背番号：15→4
祖父母と3人暮らしでかなりのお金持ち。
3年時にはキャプテンとつとめる。全国大会を優勝し全中No.1シューターとして評価を高め里見がいる仙之台学園に進学する。
羽深　真
誕生日 9月2日　血液型 B型
2年。
PG　背番号：10
女子に人気。しかし性格は悪く、自分を良く見せようとするために周到な根回しをする。Fを見下し、Fとの試合を「掃除」と言い放つが暁の実力は認めていたらしい。先見の明はあるらしく、帝北学院付属中学の引き抜きに即OKした。キヨに抱きつくのが好きだが相手にされない。
山崎　司
誕生日 2月3日　血液型 O型
1年。ミニバスの経験のある。わんこっぽい太眉がチャームポイント。
安藤　正人
誕生日 11月21日　血液型 A型
3年。壊し屋の異名を持つ。中学卒業後には鷹鳥一中と帝北学院との試合を観戦しに来るなど意外に後輩思いな一面がある。
鵜飼
Bの監督。数学科の教師。
里見　光男
誕生日 8月30日　血液型 A型
関東随一のポイントガード。A（レギュラー）の3年。中学卒業後は仙之台学園に進学しチームをインターハイ、ウインターカップ優勝に導く。
里見　一（はじめ）
バスケ部の統括責任者。昔は松波のチームメイトだったが、あるときを境に秀でた人材ばかりを集めるようになる。

### 鷹鳥一中（進級後）
東野暁
城戸清春
穂村健一
島裕介
赤坂純
三上恵一
羽深　成二
誕生日 5月17日　血液型 B型
C　背番号：10
新入生1年で唯一のミニバス経験者。昔から「羽深の弟」と呼ばれ続けてきたため、そう呼ばれると「弟じゃねえ!!」と言い返す。兄の腹黒い一面をよく知っている人物で兄を非常に嫌っている。兄が家で練習していた際、暁の名前を偶然聞いて以来、興味を持ち始める。自分と同じく兄を嫌う島と意気投合してバスケで兄を倒す事を決意する。
牧野　ひまわり
誕生日 8月8日　血液型 O型
1年。マネージャー。元気だが運動は苦手。塚山に東野の妹と疑問に思われる。
岡田　めい
お茶と煎餅が欠かせない。何もしない？監督。

### 帝北学院付属中学（進級後）
小野寺　渚
誕生日 2月10日　血液型 O型
PF　背番号：6
3年で帝北学院のエース。帝北学院に転校するまでは部員6名しかいない弱小中学におり高い身長以外は見入るものがなかったが帝北学院に転校後に急激に成長した。暁と知り合い、友達になる。「バカ」と言われると極端にへこむ。
杉森　達也
誕生日 7月7日　血液型 A型
帝北学院の3年。マネージャー。偵察が得意？
武村　高文
誕生日 5月22日　血液型 A型
PF　背番号：4
帝北学院の3年。渚に「このバカ！」というのが口癖。
海老原大太郎
羽深真
中関久尚
福原　成実
帝北学院の敏腕コーチ。多くの選手を引き抜いた。